# گلوریا فاستر
گلوریا فاستر (به انگلیسی: Gloria Foster) (زاده ۱۵ نوامبر ۱۹۳۳ – درگذشته ۲۹ سپتامبر ۲۰۰۱) بازیگر آمریکایی بود.
از فیلم‌های معروف او می‌توان به بازی در فیلم ماتریکس، بارگذاری مجدد ماتریکس و شهر امید اشاره کرد.